# أستروب ركتوري

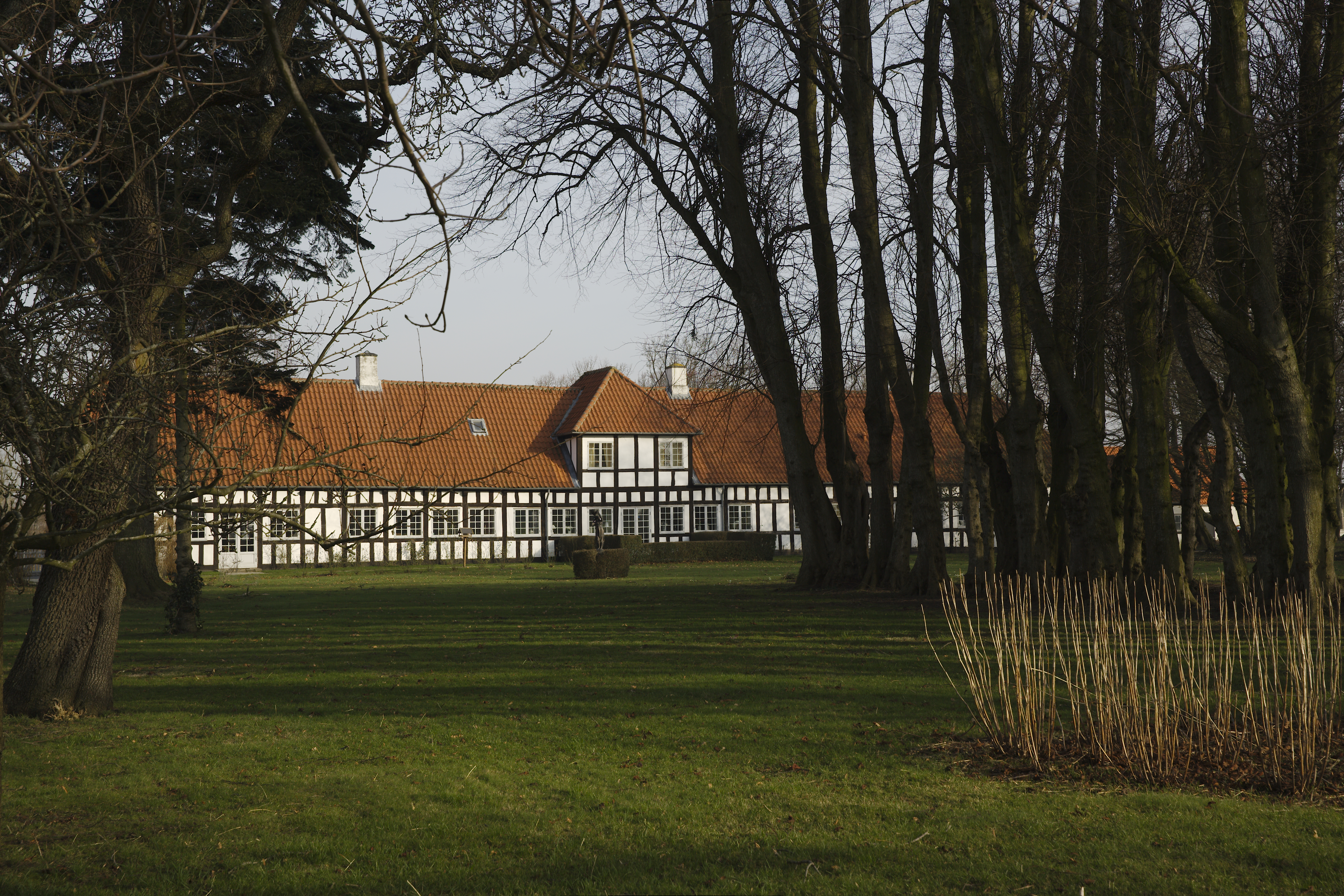
أستروب ركتوري.

أستروب ركتوري (بالدانماركيَّة: Astrup Præstegård) هو منزل القساوسة لرعية أستروب في الدنمارك. تم الانتهاء بناء منزل القس في عام 1770، وهو مدرج من قبل وكالة التراث الدانمركي منذ 1 أكتوبر 1993. المزل مملوك من قبل كنيسة الدنمارك ورعية أستروب.